# یاکوبوویتسه کونگنگسکیه
یاکوبوویتسه کونگنگسکیه (به لاتین: Jakubowice Konińskie) یک روستا در لهستان است که در گمینا نگمتسه واقع شده‌است. یاکوبوویتسه کونگنگسکیه ۷۱۰ نفر جمعیت دارد.